# Radevce, Aleksinac
Radevce (izvirno srbsko Радевац) je naselje v Srbiji, ki upravno spada pod Občino Aleksinac; slednja pa je del Niškega upravnega okraja.

## Demografija
V naselju živi 403 polnoletnih prebivalcev, pri čemer je njihova povprečna starost 45,1 let (43,9 pri moških in 46,3 pri ženskah). Naselje ima 132 gospodinjstev, pri čemer je povprečno število članov na gospodinjstvo 3,73.
To naselje je popolnoma srbsko (glede na rezultate popisa iz leta 2002), a v času zadnjih treh popisov je opazno zmanjšanje števila prebivalcev.
|  |

| Demografija | Demografija     | Demografija     |
| Leto        | Št. prebivalcev | Št. prebivalcev |
| ----------- | --------------- | --------------- |
|             |                 |                 |
|             |                 |                 |
|             |                 |                 |
|             |                 |                 |
| 1948        | 793             |                 |
| 1953        | 788             |                 |
| 1961        | 777             |                 |
| 1971        | 785             |                 |
| 1981        | 724             |                 |
| 1991        | 637             | 585             |
| 2002        | 535             | 493             |
|             |                 |                 |

| Etnična sestava po popisu iz leta 2002 | Etnična sestava po popisu iz leta 2002 | Etnična sestava po popisu iz leta 2002 | Etnična sestava po popisu iz leta 2002 | Etnična sestava po popisu iz leta 2002 |
| -------------------------------------- | -------------------------------------- | -------------------------------------- | -------------------------------------- | -------------------------------------- |
| Srbi                                   | Srbi                                   |                                        | 493                                    | 100,0%                                 |
| Neznano                                | Neznano                                |                                        | 0                                      | 0,0%                                   |